# Fiorentina di Cartagena
Fiorentina di Cartagena (Cartagena, VI secolo – 612) è stata una badessa spagnola.
È venerata come santa dalla Chiesa cattolica.
Santa Fiorentina fu una badessa di Cartagena nata nel VI secolo, la cui opera spirituale è caratterizzata dalla fondazione di diversi monasteri. Figlia di un nobile visigoto, fu la terza di cinque fratelli, quattro dei quali sono considerati santi dalla Chiesa cattolica. Gli altri fratelli riconosciuti come santi sono Isidoro, Leandro e Fulgenzio, che con lei sono conosciuti come i Quattro Santi di Cartagena.

## Biografia
Nella Cartagena visigota del VI secolo, e più precisamente durante il regno ariano di Toledo, visse il nobile Severiano, sposato con Túrtura, dai quali nacquero cinque figli: Leandro, Fulgenzio, Fiorentina, Isidoro e Teodosia.
A metà del secolo si trasferirono a Siviglia, di cui Leandro e Isidoro giunsero ad essere arcivescovi, mentre Fulgenzio fu vescovo di Écija e di Cartagena.
Anche Fiorentina abbracciò la vita religiosa, entrando in un monastero benedettino, che la tradizione identifica con S. Maria della Valle, che alcuni localizzano presso Écija, in provincia di Siviglia, e altri con il monastero di Talavera de la Reina. Considerata una donna di grande cultura, fonderà più di quaranta monasteri, seguendo la regola scritta per lei da suo fratello Leandro. Secondo alcune interpretazioni, questo testo non sarebbe una vera e propria regola monastica, ma un semplice elogio della verginità. Leandro scrisse per lei e le dedicò anche il trattato De fide catholica contra Judæos.

## Culto
È la patrona della diocesi di Plasencia, che ne celebra la festa il 14 marzo (anniversario della traslazione); le sue reliquie sono venerate anche a Murcia e all'Escorial.
Il Martirologio Romano la commemora il 20 giugno. 
Nel nuovo calendario è commemorata il 28 agosto. 
La maggior parte dei suoi resti mortali riposano in un'urna d'argento, esposta nell'altar maggiore della cattedrale di Murcia, sebbene si conservino reliquie della santa anche nella parrocchia di Berzocana della diocesi di Plasencia.
Riceve speciale venerazione in una località della campagna di Cartagena, La Palma.
Nel municipio di Canet de Mar, in provincia di Barcellona, si trova il castello di Santa Fiorentina, eretto nell'XI secolo e ampliato e trasformato nel 1910 dall'architetto modernista Lluís Domènech i Montaner.
A Écija un convento porta il suo nome.
La cattedrale di Campana, in Argentina, è l'unica al mondo ad essere dedicata a santa Fiorentina. 
Nella sua cripta santa Fiorentina è dipinta con i suoi fratelli, con la città di Campana e i suoi principali riferimenti sullo sfondo.

## Iconografia
Le rappresentazioni dei Quattro Santi in pittura e in scultura sono state molto comuni a Cartagena. Sebbene molte opere siano state distrutte durante la Guerra civile spagnola nel 1936, se ne salvò qualcuna delle più significative, come la statua di Francisco Salzillo, scolpita nel 1755.